# Бейт-Арье
Бейт-Арье́-Офари́м (ивр. בֵּית אַרְיֵה-עֳפָרִים‎; также Бейт-Арье́) —
израильское поселение и местный совет на Западном берегу реки Иордан, в округе Иудея и Самария. По данным Центрального статистического бюро Израиля, население на начало 2020 года составляло 5 253 человека.

## Название
Поселение Бейт-Арье названо в честь израильского политика Арье Бен-Элиэзера, ревизиониста, одного из основателей движения Херут и депутата первых 7 созывов Кнессета. В 2004 году было объединёно с близлежащим поселением Офарим., в связи с чем впоследствии официально местный совет переименован в Бейт-Арье-Офарим (ивр. בית אריה-עופרים‎).

## География
Поселение расположено в 6 км на юг от Транс-Самарийского шоссе, в 5 км от территории Центрального Округа. Площадь поселения составляет 1186 дунамов, из которых 422 дунамов занимают зелёные насаждения зон, и 148 дунамов — заповедная зона. Норма осадков колеблется от 500 до 600 мм ежегодно.

## История
Бейт-Арье был основан в 1981 движением Херут и членами Бейтара, которые принадлежали к инициативной группе «Левона». Большинство из них работало в Израильском концерне авиационной промышленности. Многие знаменитые люди принимали участие в создании поселения, в том числе Ариэль Шарон. Бейт-Арье стал местным советом в 1989 году, а в 2004 году был объединён с близлежащим поселением Офарим.
Ариэль Шарон старался привезти посетителей из-за рубежа (в том числе Джорджа Буша) в Бейт-Арье и показать им вид с холма на взлётно-посадочные полосы аэропорта имени Бен-Гуриона, чтобы проиллюстрировать стратегическую необходимость, по его словам, контроля над этим районом.
Мэры в прошлом: Дани Ицхаки, Хаим Юдлович, Исраэль Харош, Марк Асия, Ави Наим, Иегуда Эльбойм.

## Современное положение
Вокруг Бейт-Арье расположено множество археологических памятников, мест для скалолазания и заповедники.
Внутри посёлка действует небольшая промышленная зона, супермаркет. В посёлке есть образовательные учреждения от детского сада до средней школы, синагоги, спортивный центр и бассейн, отделение больничной кассы Леумит и Маккаби.
Рядом с Бейт-Арье находится участок скал, оборудованный для занятий скалолазанием.
В 2015 году жительница Бейт-Арье Дорон Маталон была послана представлять Израиль на конкурсе «Мисс вселенная» во Флориде.
В 2017 году началось строительство 650 единиц жилья

## Население
По данным Центрального статистического бюро Израиля, население на начало 2020 года составляло 5 253 человека.
В посёлке проживают израильский русский писатель, публицист, драматург и переводчик Алекс Тарн, актёр Натан Равиц(נתן רביץ), энтомолог Дуби Беньямини(דובי בנימיני), а также проживал до своей смерти в 2014 году советский диссидент и отказник Юлий Кошаровский.

## Транспорт
- Автобусы

Автобусный маршрут номер 268 компании Эгед связывает его с центральным автовокзалом Тель-Авива и соседними посёлками.
- Автомобильный транспорт

Поселение располагается на автомобильной дороге 446. В 2012 году сдан в эксплуатацию новый участок шоссе между въездом в Бейт-Арье и Офарим.

## Достопримечательности
На территории Бейт-Арье найдены остатки земледельческого поселения бронзового века расположенного на восточном склоне ручья Шило. Сайт был обнаружен в 1976 году, Дэвидом Этам, и был классифицирован как сельскохозяйственное поселение для производства растительного масла.

## Происшествия
10 декабря 2015 года возле Бейт-Арье, в региональном совете Мате-Биньямин, палестинский водитель совершил наезд на группу израильских солдат. В результате наезда пострадали трое израильтян, один из которых получил тяжёлые травмы.